# Марта (провінція Вітербо)
Марта (італ. Marta) — муніципалітет в Італії, у регіоні Лаціо,  провінція Вітербо.
Марта розташована на відстані близько 85 км на північний захід від Рима, 20 км на північний захід від Вітербо.
Населення — 3510 осіб (2014).

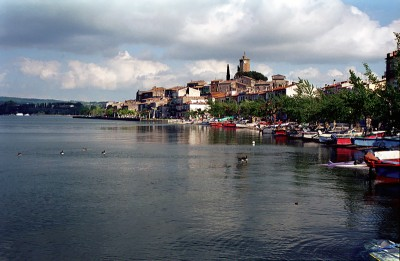

Щорічний фестиваль відбувається 29 липня / 3 лютого. Покровитель — Santa Marta.

## Демографія
Населення за роками:

Станом на 1 січня 2023 року в муніципалітеті офіційно проживало 175 іноземців з 30 країн, серед них 86 громадян країн Євросоюзу та 20 громадян України.

## Сусідні муніципалітети
- Каподімонте
- Монтефьясконе
- Тусканія
- Вітербо